# 鈴木繁氏
鈴木 繁氏（すずき しげうじ）は、戦国時代から江戸時代前期の武将。戦国大名・後北条氏の家臣。通称は城之介、左七郎。

## 略歴
天正4年（1576年）10月15日、伊豆国江梨館にて江梨鈴木氏の一族・鈴木繁脩（大学頭）の弟として生まれる。父は鈴木繁朝の長子、繁光とされる。母の氏政の女（むすめ）は一説に北条氏政の女とされ、令母院と呼ばれる。
天正18年（1590年）の小田原征伐で江梨鈴木氏は後北条氏に従い、同年5月6日には兄の繁脩が小田原城渋采口にて戦死した。繁氏は同年5月13日夜、小田原への急な召集と偽り家臣を率い江梨館から出兵し、他国に逃れるため黄瀬川を辿り、途上の武蔵国八王子城で叔父民部の城兵へ加勢を目論んだが果たせなかった。繁氏は密かに便舟で松前へ下ることを企画したが、強風により陸奥国気仙に入り、陸奥国葛巻村高野城（現・岩手県葛巻町小屋瀬）に落ち延びた。このとき小屋瀬まで従った家臣は、土屋次郎義眞、三好弥九郎定親、中村茂左衛門義宗、回立金六頼雅、千葉平右衛門友行、林勘兵衛貞景、刻嶋彦助正信、油井徳仙と侍婢2人の24名という。
正保2年（1645年）8月9日死去、享年71。戒名は江梨院殿遯世直心居士。
盛岡藩はじめての儒医として仕えた鈴木貢父は子孫という。